# 나가타촌 (이바라키현)
나가타촌(長田村)은 이바라키현 사시마군에 일찍이 존재했던 촌이다. 현재의 사카이정 북부에 해당한다.

## 역사
- 1889년 4월 1일 - 정촌제 시행에 의해 사시마군 나가타촌이 성립하였다.
- 1955년 3월 16일 - 사카이 정, 시즈카 촌, 사시마 촌, 모리토 촌과 합병해 사카이정이 성립하여 소멸하였다.